# 20.ª Divisão de Granadeiros Waffen SS (1.ª Letã)
A 20.ª Divisão de Granadeiros Waffen SS (1.ª Letã) foi uma divisão de infantaria das Waffen-SS durante a Segunda Guerra Mundial. O seu quartel-general ficava em Heidelager (actual Pustków), Estónia, e era composta, na sua maioria, por voluntários daquele país. Foi criada na União Soviética em 24 de Janeiro de 1944 e terminou em Maio de 1945.

## Composição
- 45.º Regimento de Granadeiros Voluntários SS
- 46.º Regimento de Granadeiros Voluntários SS
- 47.º Regimento de Granadeiros Voluntários SS
- 20.º Regimento de Artilharia SS
- 20.º Batalhão de Fuzileiros SS
- 20.º Batalhão Anti-tanque SS
- 20.º Batalhão de Engenharia SS
- 20.º Batalhão de Comunicações SS
- 20.º Batalhão de Defesa Anti-aérea SS
- 20.º Tropas de Abastecimentos SS